# Frédéric Gioria
Frédéric Gioria (født 2. september 1969 i Nice, Frankrig) er en fransk tidligere fodboldspiller (midtbane). Han tilbragte hele sin karriere hos OGC Nice i sin fødeby, og vandt pokalturneringen Coupe de France med klubben i 1997.

## Titler
Coupe de France
- 1997 med OGC Nice